# Daniel Cavanagh
Daniel "Danny" Cavanagh (6 de octubre de 1972) es un guitarrista y cantante inglés, fundador de la banda británica Anathema en 1990 junto a su hermano Vincent Cavanagh. Es el principal compositor, rol que antes compartió con el bajista Duncan Patterson antes de la partida de este en 1998.
Cavanagh ha estado involucrado en otros proyectos incluyendo Leafblade, una banda de rock acústico y celta (guitarra y voz), y Antimatter, banda del exmiembro de Anathema Duncan Patterson. También toca la guitarra en el álbum In the Mushroom junto a Lid. Cavanagh y colaboró con voces en el álbum del grupo de post-rock francés Spherical Minds y fue invitado en el álbum Pure Air de Agua de Annique, con voces y guitarra en The Blowers Daughter.

## Biografía

### Comienzos como Músico
Daniel Cavanagh es el mayor de 3 hermanos, los cuales son Vincent Cavanagh y Jamie Cavanagh, ambos gemelos. Con solo un año más que sus hermanos menores, Danny siempre se destacó por un temperamento más fuerte e introvertido que ellos. Su madre, Helen Cavanagh (1948-1999), solía cantar junto a su tía canciones de góspel y soul, además de tocar el piano, lo que fue una gran influencia para los hermanos y para Danny mismo.
Con solo 12 años ya se destacaba en la guitarra, que fue su primer instrumento, a pesar de saber algunos acordes en el piano. Más tarde formó algunas agrupaciones de Rock junto a sus hermanos y a amigos de su ciudad (Liverpool) que posteriormente serían los integrantes de la banda que lo llevaría al éxito mundial: Anathema. Junto a sus hermanos, entonces forma lo que concluyó llamarse Pagan Angel, una banda de death/doom metal formada por él en la guitarra líder, Vincent Cavanagh en la guitarra rítmica, Jamie Cavanagh en las voces y el bajo, y John Douglas en batería; con dicha banda tocaron varios pequeños Pub del sur de la ciudad de Liverpool (U.K) y en fiestas de amigos y parientes.
A los 16 años ya tenía una fuerte y desarrollada experimentación en la guitarra, y se convierte en un compositor principal de los temas que tocaba con sus hermanos.
Luego de muchas vueltas, la formación cambia su nombre a Anathema, la cual recluta a Darren White a través de un aviso publicado en una revista para que se encargara de las voces, pero faltaría un bajista, ya que Jamie Cavanagh decide comenzar sus estudios de Sonidista y Productor de Audio. Luego aparecería en la historia el gran Duncan Patterson, quien se encargó del bajo de Anathema desde 1990 hasta su partida en 1998.

## Discografía

### Solista
- A Place To Be (2003, tributo a Nick Drake).
- In Parallel (2009, junto a la vocalista neerlandesa Anneke Van Giersbergen).
- The Passage (2012, libro y CD).
- Monochrome (2017).